# Pseudozonitis arizonica
Pseudozonitis arizonica är en skalbaggsart som först beskrevs av Van Dyke 1929.  Pseudozonitis arizonica ingår i släktet Pseudozonitis och familjen oljebaggar. Inga underarter finns listade i Catalogue of Life.